# Winétt de Rokha
Winétt de Rokha, seudónimo de Luisa Anabalón Sanderson (Santiago, 7 de julio de 1892-Ibídem, 7 de agosto de 1951), fue una poeta chilena, esposa del también poeta Pablo de Rokha.

## Biografía

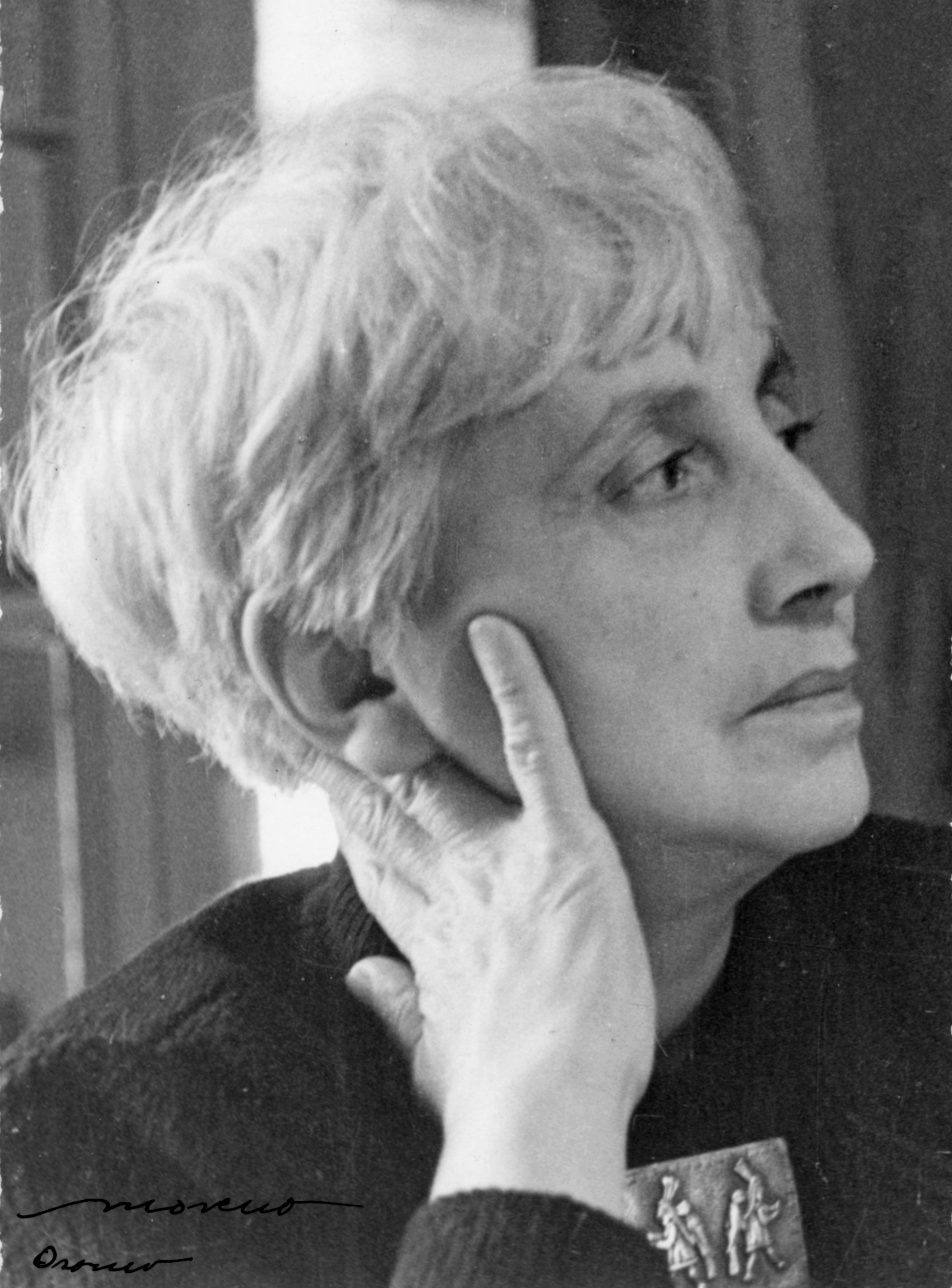
Winétt de Rokha en 1951.

Nació con el nombre de Luisa Anabalón Sanderson. Fue hija del coronel de ejército Indalecio Anabalón y Urzúa y de Luisa Sanderson Mardones, cuyo padre fue el políglota y gramático Domingo Sanderson, traductor de autores clásicos, como Safo de Lesbos y Ovidio.
Cursó su educación básica en el Liceo N.º 3 de Santiago de Chile.
Su incursión en el medio literario comenzó con la publicación de versos de influencia parnasiana y simbolista ofrendados a San Francisco de Asís, en la revista Zig-Zag, que firmó como Luisa Anabalón Sanderson. En 1914, decidió enviarle un poemario de su autoría, Lo que me dijo el silencio, al poeta Pablo de Rokha, bajo su seudónimo de entonces: Juana Inés de la Cruz. Pese a que el poeta lo criticó con cierta dureza, no pudo evitar sentirse atraído por la poeta, por lo que viajó desde Talca a Santiago en su búsqueda. El 25 de octubre de 1916 Luisa Anabalón y Carlos Díaz Loyola, nombre real de Pablo de Rokha, se casaron. A partir de entonces, ella adopta el seudónimo literario de Winétt de Rokha. La familia se conformó finalmente con sus hijos Carlos (poeta), Lukó (pintora), Tomás, Juana Inés, José (pintor), Pablo, Laura y Flor. Carmen y Tomás murieron cuando eran muy pequeños, mientras que Carlos y Pablo, murieron ya mayores y de manera trágica.
En 1944, el presidente Juan Antonio Ríos nombró a Pablo de Rokha como embajador cultural de Chile en América, con lo cual ambos emprendieron un extenso viaje por 19 países del continente. Luego de constantes viajes, se enteraron en una escala en Argentina que Gabriel González Videla había sido elegido presidente de Chile (González Videla dictó la Ley de Defensa de la Democracia, conocida también como "Ley Maldita", y comenzó un periodo de represión contra el Partido Comunista).
Winétt de Rokha regresó junto con Pablo de Rokha a Chile en 1949 y murió de cáncer en 1951. En 1953, Pablo de Rokha publicó Fuego negro, una elegía de amor dedicada a su esposa.

## Obras
- 1914 - Horas de sol
- 1915 - Lo que me dijo el silencio
- 1927 - Formas de sueño
- 1936 - Cantoral
- 1943 - Oniromancia
- 1951 - Suma y destino